# 安龙油果樟
安龙油果樟（学名：Syndiclis anlungensis）为樟科油果樟属下的一个种。